# Алло (торговая сеть)

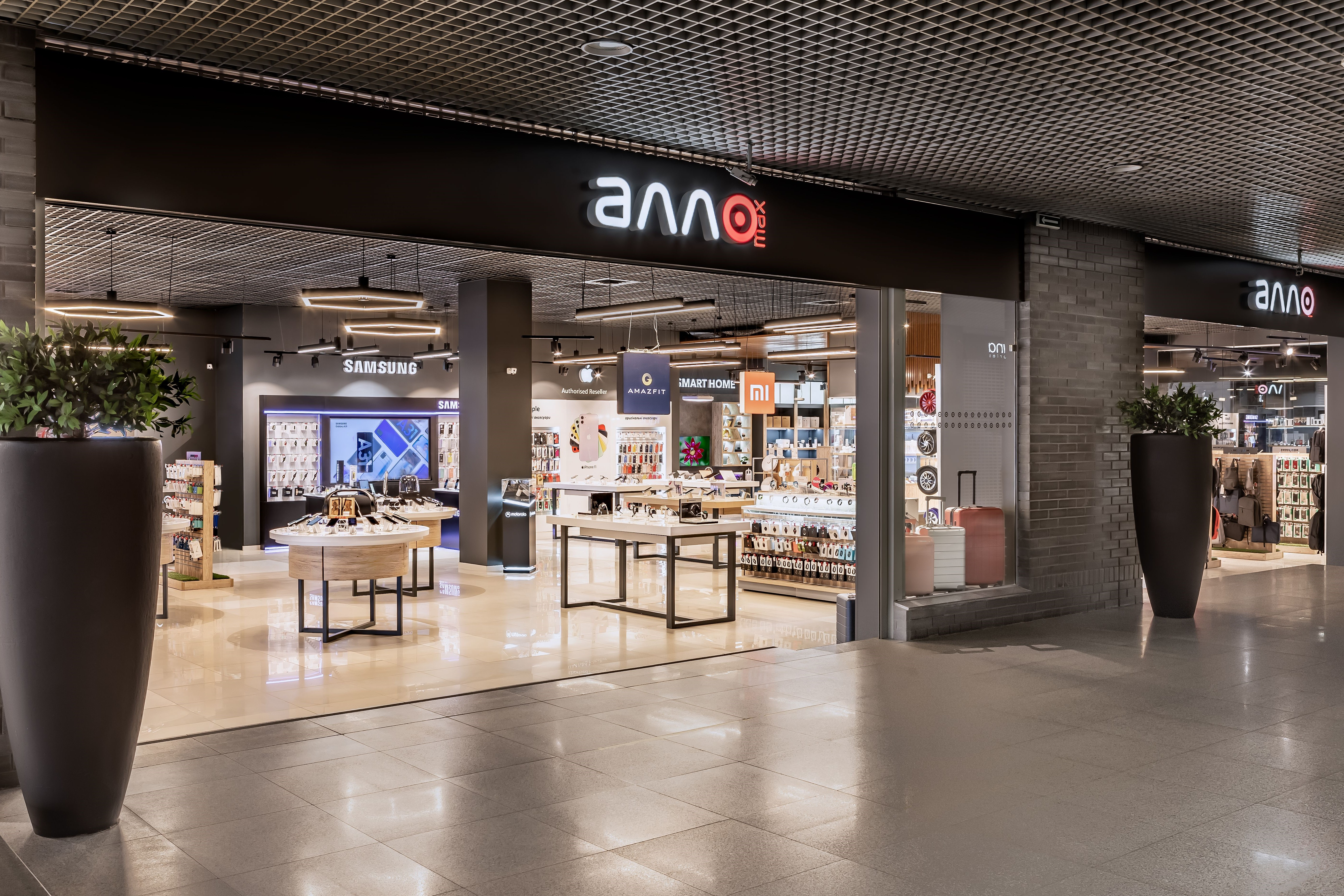
AЛЛО Max

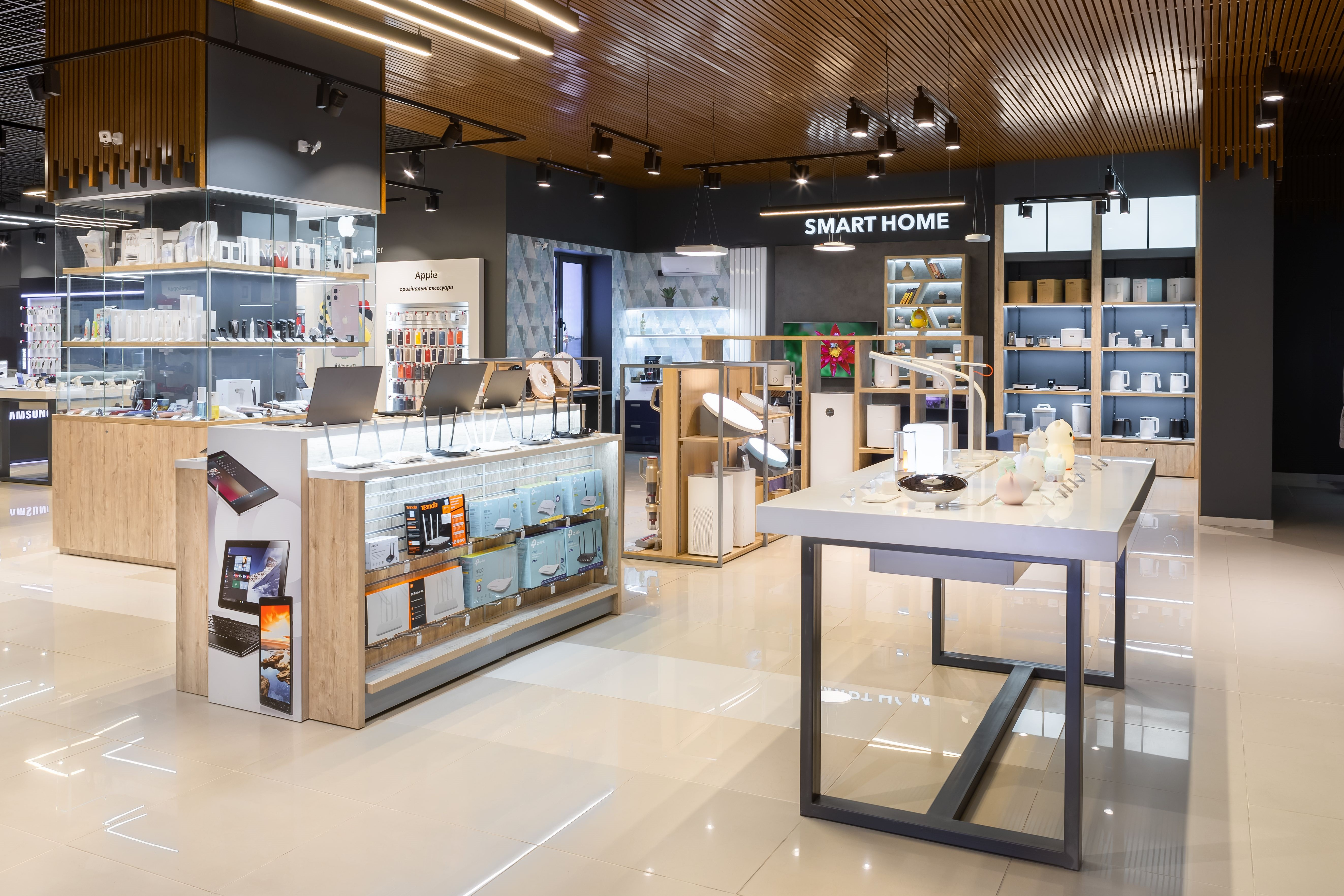
Умный дом от АЛЛО

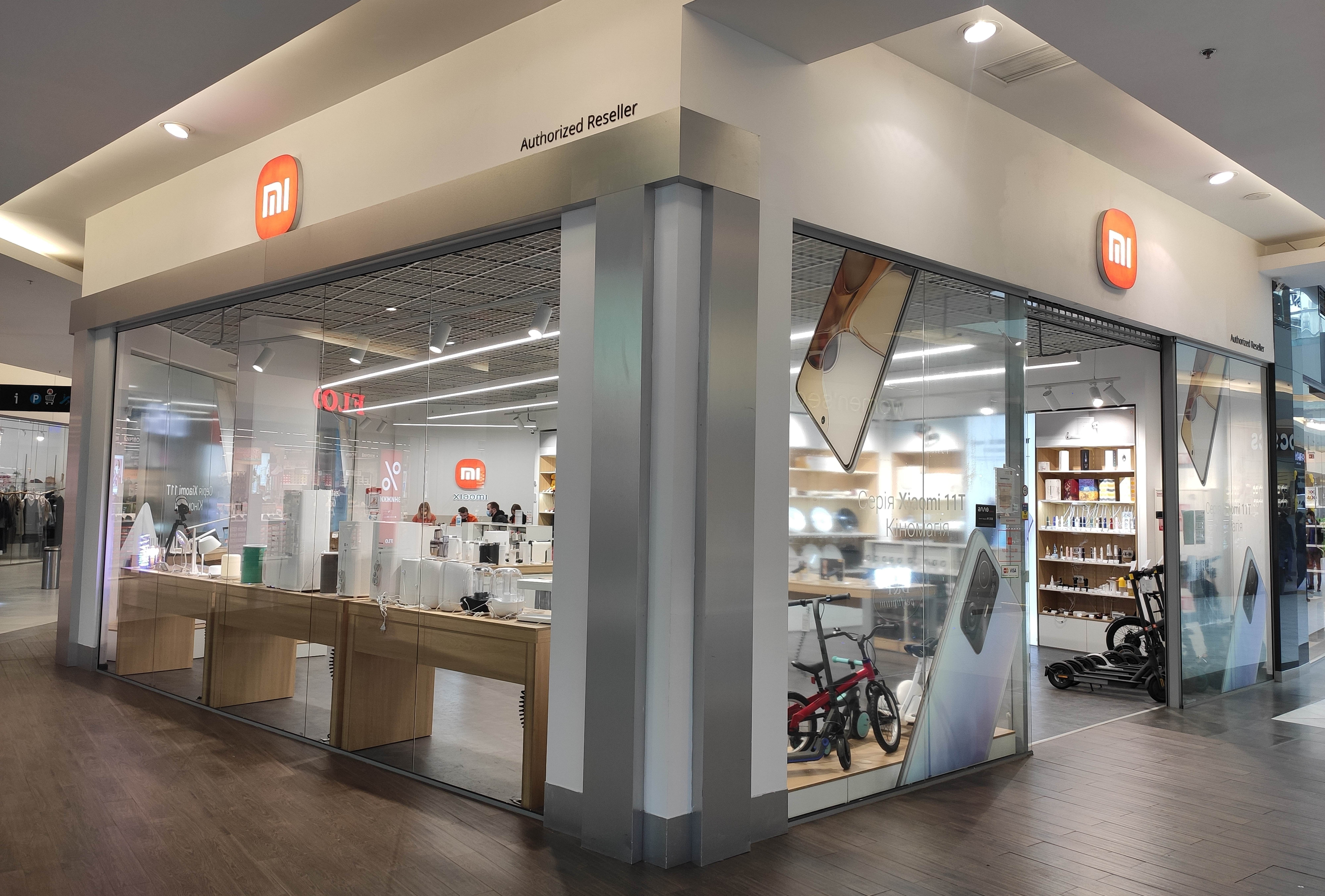
Mi Store

АЛЛО (англ. Allo) — украинская группа компаний, в которую входят онлайн и классический ритейл, маркетплейс и дистрибьюция электроники. Офис компании находится в Днепре.

## История
Розничная сеть магазинов «Алло-телеком» основана в 1998 году в Днепре Дмитрием и Григорием Деревицкими. Позже к совладельцам присоединился Максим Раскин. В 1998 году открыт первый магазин АЛЛО в Днепре.
В 2004 году создана оптовая компания «Цифротех». На 2021 год Цифротех имел 1000 корпоративных клиентов, руководил франчайзинговой сетью под брендом «Мобилочка».
В 2006 году состоялся запуск интернет-магазина allo.ua.
С 2013 года в сети действует программа лояльности Fishka.
В 2013 году сеть магазинов «Мобилочка» начала сворачивать свою деятельность. АЛЛО переоформила права аренды на большинство магазинов сети. Бренд «Мобилочка» принадлежит группе АЛЛО, «Цифротех» руководит им как франчайзинговым проектом.
По информации Forbes, по состоянию на октябрь 2014 года АЛЛО занимала второе место среди интернет-магазинов с выручкой в $ 100 млн  (первое — Rozetka). В 2016 году состоялся запуск приложения АЛЛО (IOS + Android).
С 2017 года «Цифротех» является официальным дистрибьютором бренда Xiaomi в Украине. Группа компаний развивает сеть магазинов MiStore — на 2020 год существовало 30 торговых точек. Первый магазин был открыт в Киеве в 2017 году.
В феврале 2017 года состоялось открытие первого магазина формата АЛЛО Max. В отличие от обычного магазина АЛЛО, АЛЛО Max имеет фирменные зоны крупных брендов, отдел Smart Home, большую площадь для тестирования гаджетов и примерки вещей, купленных онлайн. Средняя площадь магазинов увеличилась до 300 кв м.
В октябре 2017 года компания запустила маркетплейс. К 2019 году на нем было размещено 1 млн товаров. По состоянию на 2021 год на маркетплейсе АЛЛО размещено более 2,5 млн товаров.
В апреле 2020 года была запущена новая программа лояльности АЛЛО Деньги.
В апреле 2020 года в связи с потерей работы частью сотрудников из-за карантина, компания перевела их в курьеры.
В ноябре 2020 года АЛЛО запустила собственный почтово-логистический оператор АЛЛО Express. В декабре 2021 года совместно с креативным агентством TABASCO была запущена промо-кампания оператора. На Замковой горе в Киеве был установлен серый монолит с надписью «Новый почтовый оператор Украины АЛЛО Express. Ткни — доставим» (укр. «Новий поштовий оператор України АЛЛО Express. Тицяй — доставимо»). КП «Киевблагоустройство» (укр. «Київблагоустрій») требовало убрать несанкционированную инсталляцию.
В 2020 году на условиях маркетплейса АЛЛО запустила продажу продуктов и алкоголя.
В январе 2021 году АЛЛО запустили сервис видеоконсультации в реальном времени «Эксперт Онлайн».
В феврале 2021 года АЛЛО открыл первый магазин формата Smart Home с товарами марок Xiaomi, Viomi, Yeelight, Roborock, Soocas, Deerma, Smartmi, Dr.Bei, которые являются частью экосистемы Mi Home.
АЛЛО выступает партнером ведущих телекоммуникационных компаний Украины и развивает на правах франшизы монобрендовые магазины Киевстар, Vodafone, Lifecell. По состоянию на 2021 год насчитывается 60 магазинов такого типа.
В августе 2021 года интернет-магазин АЛЛО занял третье место в рейтинге самых посещаемых интернет-магазинов июля 2021 года по версии Retailers.
После начала полномасштабного вторжения России в Украину, АЛЛО перенесла склады на запад Украины. В начале полномасштабной войны, компания имела около 345 торговых точек по всей стране. В ходе войны, 50 из них были уничтожены, ограблены или остались на оккупированной территории. По состоянию на ноябрь 2022 года работает около 280 магазинов компании.
В апреле 2022 года компания приостановила трудовые отношения с почти половиной сотрудников. Однако в августе 2022 года АЛЛО вернула 400 сотрудников.
После остановки работы весной, в октябре 2022 года к работе вернулись 75% торговцев маркетплейса.
С началом блэкаутов, АЛЛО превратила 45 магазинов в «пункты несокрушимости».

### Благотворительность
В январе 2021 года АЛЛО передала благотворительному фонду «Таблеточки» товаров медицинского назначения на сумму 1,5 млн гривен.
В феврале 2021 года совместно с фондом «Таблеточки» и Радио НВ, компания АЛЛО провела радиомарафон в поддержку онкобольных детей, в результате которого было собрано 280 тысяч гривен, к полученной сумме АЛЛО выделила дополнительные 300 тысяч гривен. Также за время пандемии компания передала товары медицинского назначения больницам Днепра и в благотворительные фонды Украины на сумму около 2,5 млн гривен.
В феврале 2022 года компания провела благотворительную акцию по продаже магнитов с изображением лапы тигра с целью сбора средств на помощь онкобольным детям, было собрано 500 тыс. грн, в фонд «Таблеточки» было внесено 1 млн гривен. В августе — сентябре 2022 года компания перечислила 5% покупок из приложения к БФ «голоса детей» и «Мама плюс я» в помощь детям, пострадавшим во время войны. По данным компании, было перечислено 5 млн гривен.

### Украиноязычный интерфейс
С основания до конца 2017 года магазин имел исключительно русскоязычный интерфейс, из-за чего на компанию неоднократно подавали в суд из-за дискриминации украиноязычных потребителей. В августе 2017 года компания подала иск против пользователей, требовавших его добавить, требуя отменить решение суда о введении украиноязычного интерфейса.
В декабре 2017 года компания внедрила украиноязычный интерфейс на сайте, магазине и блоге. Несмотря на появление украиноязычного интерфейса, до февраля 2021 года видеообзоры товаров в блоге продолжали публиковаться исключительно на русском.

## Структура
- маркетплейс allo.ua;
- сеть магазинов форматов АЛЛО и АЛЛО Max;
- сеть магазинов Mi Store;
- дистрибьютор (компания "Цифротех").

## Деятельность
Сеть включает 345 торговых точек в 140 городах.

## Награды
- 2013 — Retail Awards в номинации «Сеть магазинов портативной электроники»[40];
- 2014 — интернет-магазин allo.ua занял второе место в рейтинге украинских интернет-магазинов по версии Forbes[41];
- 2016 — интернет-магазин allo.ua занял второе место в рейтинге «Топ-10 самых посещаемых украинских интернет-магазинов» по версии Factum Group[42];
- 2016 — Best Retailers Design в категории «Бытовая техника и электроника»[43];
- 2017 — Best Retailers Design: специальная премия от Arricano за системную работу в области ритейл-дизайна[44];
- 2017 — Премия HR-brand 2-е место в номинации «Украина» проект «ДО100%ВЕРНОСТЬ»[45];
- 2018 — Премия Transform Award Nominations от Facebook «Самые впечатляющие деловые последствия использования рабочего места»[46];
- 2018 — Retail Awards в номинации «сеть магазинов портативной электроники»[47];
- 2018 — Retail Expo 2018 в номинации «REновация 2018» (лучший Переформат года — АЛЛО Мах в ТЦ Городок, Киев);
- 2018 — Retail & Development Business Awards 2018 мультиканального ритейлер года (Ukrainian Retail Association)[48];
- 2018 — Премия Arricano Awards-2017: Лидер инноваций в номинации «#Wow_How года»[49];
- 2018 — Премия Facebook «Самые впечатляющие бизнес-ресурсы»[50];
- 2019 — «Премия HR-бренд Украина» в номинации «Лучшая презентация проекта» с проектом «ALLO MAX. ФОРМАТ, ЧТО ВДОХНОВЛЯЕТ»[51][52][53];
- 2020 — интернет-магазин allo.ua занял второе место в рейтинге «Самые посещаемые интернет-магазины в декабре 2019 года» по версии ресурса Retailers[54];
- 2021 — «Премия HR-бренд» победитель в номинации «Украина» с проектом «Стремительная карьера в АЛЛО»[55];
- 2021 — магазин АЛЛО Max в киевском ТРЦ «Республика» стал победителем Retail Design Awards 2021 в категории «Бытовая техника и электроника»[56][57].

## Интересные факты
В 2016 году, до старта продажи iPhone 7 в Украине, АЛЛО запустила акцию в которой предложила изменить имя и фамилию в паспорте на «Айфон семь» (укр. «Айфон Сім») и после проверки получить гаджет бесплатно. Пять человек сменили имя и фамилию, эта акция стала финалистом конкурса в области маркетинговых коммуникаций Effie Awards Ukraine 2016.